# Johannes Pötzl
Johannes Wolfgang Pötzl (* 25. März 1930 in Wien; † 2. November 1993 ebenda) war ein österreichischer Physiker, der auf dem Gebiet der Halbleitertechnik arbeitete.

## Leben
Der Sohn des Psychiaters Otto Pötzl studierte Mathematik- und Physik an der Universität Wien. Er wurde mit einer zahlentheoretischen Arbeit über Sternkörper bei Edmund Hlawka promoviert. Zusätzlich studierte Pötzl von 1952 bis 1956 Technische Physik an der Technischen Hochschule Wien. Pötzl erkannte frühzeitig die Bedeutung der Halbleiterbauelemente und wandte sich intensiv den physikalischen Grundlagen und Anwendungen dieser neuen Bauteile zu. Als 1966 seine Berufung auf einen Lehrstuhl in Karlsruhe bevorstand, gelang seinem Förderer Herbert W. König die Schaffung einer neuen Lehrkanzel für physikalische Elektronik, die ad personam Hans Pötzl gewidmet wurde. Von 1985 bis 1991 war er Vorstand des Instituts für Allgemeine Elektrotechnik und Elektronik. 1989 erhielt er den Erwin Schrödinger-Preis der Österreichischen Akademie der Wissenschaften.

## Werke
- mit Walter Heywang: Bänderstruktur und Stromtransport (= Halbleiter-Elektronik. Bd. 3). Springer, Berlin 1976, ISBN 3-540-07565-8.